# 水純なな歩
水純 なな歩（みすみ ななほ、8月21日 - ）は、日本の女性声優。旧名は中家 菜穂（なかや なほ）。
北海道函館市出身。血液型はA型。双子の妹中家志穂も声優である。

## 人物・経歴
- 日本ナレーション演技研究所に2年ほど通った後、江古田エンターテイメントアカデミー（EEA）に第1期生として入所。レッスン受講中に『Canvas2 〜茜色のパレット〜』の鳳仙エリス役で声優デビュー。デビュー後イエローテイル所属となる。
- 声質の関係か妹キャラの起用が多い（逆に妹の志穂はお姉さんキャラで起用される）。
- アダルトゲームを含めたゲーム全般が趣味。その知識・情報量はオタクの域にまで達しており、ウェブラジオのトークで遺憾なく発揮されている。
- 秋葉原にも詳しく、『ツイパラ☆SENSATION』のカップリング曲「AK HIP-HOP」でマニアックぶりを見事に歌い上げている。
- 『Canvas2 〜茜色のパレット〜』にはキャストコメントがシナリオに感極まった涙声で収録されていたりとかなり思い入れがあるが、同時に当時の演技の稚拙さも認めており、PS2版『Canvas2 〜虹色のスケッチ〜』を自ら購入して、自分に代わってエリスを演じた名塚佳織の演技を勉強したという熱心な所もある。テレビアニメ版も見ており、ゲーム『Canvas2 DVD EDITION』に収録されているキャストコメントで「面白かった」・「エリスが甘え上手になった」とコメントしている。名塚は『Canvas2 〜虹色のスケッチ〜』について自身のインターネットラジオ『名塚佳織のかもさん學園』で霧役の生天目仁美がゲストに来た回で「ツッコミ所が多かった」・「『なんでえ〜!?』と疑問に思った所もあった」と、キャラクターへの愛情に温度差のあるコメントを残している。
- 2006年に所属事務所の組織改編でイエローテイルからロックンバナナに所属変更、2007年2月16日に「声優以外にもやりたい事があるから」という理由でロックンバナナを退所した。

## 出演
太字はヒロイン・メインキャラクター。

### アダルトゲーム

#### 2004年
- Canvas2 〜茜色のパレット〜（鳳仙 エリス）
- うたう♪タンブリングダイス（沢希 紫乃）
- INNOCENT COLORS 〜CANVAS2 FAN DISC〜（鳳仙 エリス）
- らずべりー（片桐 シェリル）
- ANGEL BULLET（ハリエット・ハリソン、フランシスカ・D・コスマス）
- すずり先生と26個のエッチなおっぱい（英子）
- はてなきそら（佐々木 裕恵）

#### 2005年
- 尽くしてあげちゃう5〜求める乙女たち〜
- 天使のすきゃんてぃ（楠 綾乃）
- ドキドキしすたぁパラダイス2（瀬名 菜月、城枝 凛）
- パルフェ 〜ショコラ second brew〜（長谷川 ひかり）
- パルフェ 〜ショコラ second brew〜 Re-order（長谷川 ひかり）
- 純愛商店街（高円寺 葉月）
- 戦火 -IKUSABI-（命）
- Natural Another One 2nd -Belladonna-（八千草 蜜音）
- 部活規格（穂積 琴帆）
- GALZOOアイランド

#### 2006年
- 鳳凰戦姫 舞夢（渡瀬 理子）
- エーテルの砂時計 〜ANGEL TIME〜
- ウィズ アニバーサリィー（フローリアム＝ブロセリアンド）
- ウィズ アニバーサリィー FUNTA! feat.RURU（フローリアム＝ブロセリアンド）
- CooL!! 〜強娘純恋歌〜（天野瀬 華音）
- Canvas2 DVD EDITION（鳳仙 エリス）
- 風間愛（時沢 芽優）
- アイアンメイデン -鋼のオトメ-（柚木 なーこ、星永 詩稀）
- ぽっと -Rondo for Dears-（緒方 揺萌）
- ふぁみ☆スピ!〜FamiliarSpirits!!〜（シャロン）
- フォセット - Cafe au Le Ciel Bleu -（長谷川 ひかり）

#### 2007年
- 妹レンタル（ルル）
- RONDO LEAFLET（コレット・ロイド）
- 汁だく接待 〜汁だらけの街〜（姫ノ宮 千尋、沼海 響子）
- 飛ぶ山羊はさかさまの木の夢を見るか（西山 芹、割戸 あさり）
- 胎辱の檻（前園 伊織）
- 女神大戦（サキュ）
- 王賊
- お嬢様の為に鐘は鳴る（芥葉 鞠音）[4]
- Simらぶっ 〜ひと夏の奇跡〜（江野本 まどか）
- せーえき瞬間っ!移動?!〜遠隔操作魔法で、いつでもどこでも膣内射精!〜（黒谷 莉央）
- はるかぜどりに、とまりぎを。（早太郎）

#### 2008年
- 看護戦隊ナースレンジャー（緑川 恵理）
- Pia♥キャロットへようこそ!!G.P.（諸見里 葵）
- 汁だく接待 おかわり二杯目（沼海 響子）
- St/PinFEZ
- あねてぃ!?（月嶋 桃音）
- 鋼炎のソレイユ-ChaosRegion-（ヘルムヴィーゲ）
- アンドロイドメイドのナナミさんはご奉仕大好きでご主人様はすぐにイっちゃうの。』（ナナミ）
- レースクイーン人妻陵辱輪姦（稲垣 菜月）
- ひきこもり向け 人妻せんせい（多々良 冬萌）
- エターナル・キングダム〜滅びの魔女と伝説の剣〜（ティナ）
- クラス全員オレの嫁〜「私達のカラダは貴方のモノ」女子全員ペット宣言〜（人実 さくら、四條 美鳥）
- すくすく水着 盗んだ水着はカルキ臭（琴浦 桜）
- ヴェルディア幻奏曲（ウェンディ）
- 格闘姫レイア〜恥辱のアリーナ〜（レイア）
- ぴあきゃろG.P. FD（諸見里 葵）
- 処女限定!〜理想のオトメの作り方〜（春日 遊遊、シスター・パルル）
- MARIONETTE ZERO（アネモネ）
- 姦淫特急 満潮（永堀 林檎）
- 昇龍戦姫 天夢（理子）
- インチキ霊媒師（姫ノ宮 千尋）
- 鬼父〜愛娘強制発情〜（秋月華代子）
- アイドル★ハーレム（宮前 珠莉）
- 戦極姫〜戦乱の世に焔立つ〜（最上義守、明智光秀、徳川家康、大友F宗麟、北信愛）
- 恋の恋 〜れんのこい〜（2008年 - 2010年、七瀬 恋）- 3作品
- 闘神都市III（スエ・オサンドン／シャリーヤマモト）
- 満淫痴女電車2〜姉とふたごと人妻と〜（足滝 久留里）

#### 2009年
- Pia♥キャロットへようこそ!!G.P.〜学園プリンセス〜（諸見里 葵）
- スズノネセブン!（島村 静穂）
- スズノネセブン! -Sweet Lovers' Concerto-（島村 静穂）
- 愛欲の半ば、陰と陽の慟哭（熾月 沙羅）
- もしもこんなショッピングモールがあったら!?いきます☆（久坂 琴乃、高畠 伊緒、ミーナ）
- すく〜るふぁいぶ〜五つの秘密の物語〜（宇佐美 灯）
- ワルキューレ調教・ザーメンタンクの戦乙女10人姉妹（ロスヴァイセ、ヘルムヴィーゲ）
- Divus Rabies（アイシス＝ロレンバック）
- 詩篇II〜再誕のカタストロフ〜（アノーア・ブラン）
- 絶対可憐お嬢様っ（城乃崎 八重）
- ビーチクビーチ〜南国乳辱撮影会〜（瀬名 なぎさ）
- Primary 〜Magical★Trouble★Scramble〜
- 肉体操作（夏嶋 空）
- なつドキ!ハーレム 〜親せき宅での悩める受験勉強〜（白石 千歳）
- メカミミ（須藤 彩季、葵 まりね）
- 桃華散る〜少女剣士の報復は慟哭に満ちて〜（神貫 桃華）
- Sweetest Maman!（美崎 若菜）
- VenusBlood -DESIRE-（ペルセイラ）
- 夢喰い －つるみく式ゲーム製作－（樟葉 留美）
- 出撃!! 乙女たちの戦場〜闇を切り裂く、にび色の徹甲弾〜（楠瀬 優、樋口 洋子、咲 詩織、伊藤 美緒）[5]
- St/PinRO2nd

#### 2010年
- はるかぜどりに、とまりぎを。 2nd Story 〜月の扉と海の欠片〜（八香月 千鶴）
- 炎の孕ませおっぱい身体測定（瑞本 まりな）
- Cure Mate Club（長谷部 巴）[6]
- 欲情教師〜秋山遊穂〜（秋山 遊穂）
- 魔ヲ受胎セシ処女ノ苦悦2（杜宮 子鶴）
- グリモワール〜淫虐の魔道書に溺れる百合姉妹〜（小松 みゆき）
- 信天翁航海録（彩久津 泪）
- 王国強制・性辱王女（セリカ）
- すぷらっしゅ!（如月 佳代）
- ポヨポヨおっぱいさま〜（宙宮 早苗）
- うたかた At the Edge of Time - Honok（少女）
- 催眠日記（二之宮 静音）
- 妻みぐい ボイス追加ダウンロード版（水森 千穂）
- 姫神さまが両親を人質に孕ませろと以下略。（櫛南 稲穂）
- りぼる・さもなー Revolving Summoner（シフォン）
- しゃーまんず・さんくちゅあり 巫女の聖域（緑渕 桃）
- 三極姫〜乱世、天下三分の計〜（大喬）
- 最終痴漢電車3（黒滝 凜）
- 人妻ンション －うわさの巨乳人妻三姉妹!－（葉山 遥）

#### 2011年
- 雀極姫（最上義守、明智光秀、徳川家康、大友フランシス宗麟）
- 朧小町（村田 環、翠）
- アクロウム・エチュード Canvas4（鳳仙 エリス）
- オタカノ -こんなに可愛い彼女がオタクなわけがない-（二宮すみれ）
- 姫様限定! 〜Princess Limited〜（高津 涼子）
- 絶対中出し☆孕ませ学園（元住吉 マリア）
- ハチポチ
- 恋愛+H（倉上 奈菜）
- 姦淫特急『満潮』－悪夢の三週間－（永堀 林檎）
- 姦淫特急『松葉』〜肉欲のグルメ紀行〜（横堤 雪絵）
- 闇夜に踊れ -Witch wishes to commit the Night-（成蘭殿 愛）
- 戦極姫3〜天下を切り裂く光と影〜（最上義守、徳川家康、明智光秀、大友義鎮）
- ぽちとご主人様（山嶺・聖・バーナード）[7]
- 甲魔装少女ミヅキ -囚われの電脳少女-（ミヅキ）
- おっぱい学園マーチングバンド部!〜発情ハメ撮り活動日誌〜（鳳 美奈穂）[8]
- 姉はカノジョで専属メイド（天原 早百合）[9]
- JKとエロコンビニ店長 〜アルバイト娘の弱みを握ってヤリたい放題〜（中泉 麻央）
- 美乳kiss姉理美「弟のクセに逆らうなんて……ナマイキよ!」（申橋 真純）

#### 2012年
- 拳闘少女有紀（上条 沙羅）
- 屋上の百合霊さん（相原 美紀）[10]
- むりやり!?オトメDAYS（秋城 美穂[11]、里見 涼子[12]）
- 決戦!乙女たちの戦場3〜電撃作戦!戦果はエースの名のもとに〜（レイチェル・スタンリー）[13]
- ごっくん!おさな妻 〜黒髪ぷに巨乳な新妻との新婚LIFE〜 （美津井 静）
- 姦白宣言（女A、秘書)
- 星継駅擾乱譚（ヒプノマリア）
- 受胎島（井上 葵）
- 平グモちゃん-戦国下剋上物語-（楽ちゃん）[14]
- 三極姫2〜天地大乱・乱世に煌く新たな覇龍〜（大喬、徐晃 公明）
- ILLUSION FIELD -幻影現実-（ララ・レイダー）[15]
- 人妻ンション2 〜うるわしの巨乳人妻三姉妹〜（夏原 小百合）[16]
- Re:birth colony -Lost azurite -（海）
- メるヘン荘 〜ちょっぴり残念な娘達とメルヘン☆ドッキングな雑居生活〜（神室 紅璃栖）
- 未来はキミに恋してる（遠峰 紗綾）[17]
- 戦極姫4〜争覇百計、花守る誓い〜（北信愛[18]／徳川家康[19]）
- 夢喰い -つるみく式ゲーム製作- Re:dream（樟葉 瑠美）[20]
- JKとオーク兵団 〜悪豚鬼に凌虐された聖女学園〜（三浦 琴子）

#### 2013年
- 星継駅蒐集箱（三条 朱鷺子、ゼルダクララ、ヒプノマリア）
- 星継駅淫代史（三条 朱鷺子、ゼルダクララ、ヒプノマリア）
- 星継駅疾走軌（ゼルダクララ、ヒプノマリア）
- 電車内でなう。（木幡 乃絵）
- フレラバ 〜Friend to Lover〜
- 神待ち少女と泊め男 〜家出むすめに種付け中〜（襟川 未玖）
- 自称・精霊魔術師vs真正・第一級悪魔 〜中2病を襲う、7つの触手〜（ヘラ トイフェル）[21]
- 戦極姫5〜戦禍断つ覇王の系譜〜（北信愛、徳川家康）
- オナけん!1.4 -旅の恥はカキ捨て-（露谷）

#### 2014年
- 寝取られ続けた人生（橘 雪乃、鷲沢 美優）[22]
- 超催眠術学園（八田 碧）[23]
- 瞳の烙淫4 悦辱の操心改造（神庭 心音）
- 天極姫〜新世大乱・双界の覇者達〜（徳川家康）

#### 2015年
- 侵蝕 -零- 〜淫魔の生贄〜（早乙女 沙月）
- オナけん!2（露谷）
- 毎日がハーレムすぎて王子は姫を決められないっ！（天明寺 百合子）
- 戦極姫6〜天下覚醒、新月の煌き〜（徳川家康、北信愛、最上義盛）
- イブニクル（ティルト、ビューティー、女の子モンスター）
- スクイの小夜曲（香蕉 愛衣佳）
- フェアリーテイル・レクイエム（ラプンツェル）
- 三極姫4 天華繚乱 天命の恋絵巻（周瑜公瑾）

#### 2016年
- 鉄と裸（フレデリカ＝アルクィン）
- 天極姫2〜覇権争奪、幻妖の将星〜（徳川家康、北信愛、周瑜公瑾）
- ヤキモチ彼女の一途な恋（舞原 まゆこ）
- 戦極姫7 〜戦雲つらぬく紅蓮の意志〜（津軽為信、三好義興）
- 廻るセカイで永遠なるチカイを!（天住 常盤）
- フェアリーテイル・シンフォニー（ラプンツェル）

#### 2017年
- 廻るセカイで永遠 なるチカイを! -巡り来る春-（天住 常盤）
- Pia♥キャロ 20th ANNIVERSARY PACK（諸見里 葵）
- 善悪（新田美穂）
- 三極姫5〜飛将光臨・戦煌の闘神〜（郭嘉奉孝）

#### 2023年
- Geminism 〜げみにずむ〜（廣杣 深紅）[24]

### オンラインゲーム
- 桃色大戦ぱいろん（鳳仙 エリス、諸見里 葵）

### アダルトアニメ
- ビーチクビーチ 〜南国乳辱撮影会〜「私の裸、撮ってください…」（瀬名 なぎさ）
- 夢喰い-つるみく式ゲーム製作-〜樟葉瑠美 調教編〜（樟葉 瑠美）
- 夢喰い-つるみく式ゲーム製作-〜樟葉悠美 開発編〜（樟葉 瑠美）
- 最終痴漢電車NEXT（黒滝 凜）
- 恋愛不要学派 THE ANIMATION「私を調教してみたい？」（冨士島 鷹乃）

### インターネットラジオ
- 中家姉妹のツインズパラダイス（2005年 - 2006年、全42回。ロックンバナナにて配信）
- ロンド・リーフレット〜ドキドキ★執事ラジオ〜（第2回 - 第5回）
- メカ・ラジ〜須藤さんちのばあい〜（2009年、ロックンバナナにて配信）

### CD
- 中家姉妹のツイパラベスト!（CD-ROM扱い）
- ツイパラ☆SENSATION
- ラジオCD「メカラジ〜須藤さんちのばあい〜」

### 音楽CD
- LiLiM 15th Anniversary Vocal Album（2015年2月20日）

## ゲーム原画
- はぴ☆さま! 宮乃森村へようこそ!〜（SD原画）